# Ios
För Apples operativsystem, se IOS.
Ios (grekiska Ίος) är en grekisk ö bland Kykladerna i Egeiska havet, mellan Naxos och Santorini. Den är 109 km2 stor och har 1 838 invånare (2001).
Ios består av granit och kristalliniska skiffrar, producerar olja, bomull, vin och spannmål. Staden Ios, lokalt även kallad "Chora", ligger på sydvästkusten, och har öns enda goda hamn.
Enligt en saga lär Homeros ha dött och blivit begravd på ön.